# أندريا ماتزاراني
أندريا ماتزاراني (بالإيطالية: Andrea Mazzarani)‏ (مواليد 6 نوفمبر 1989 في روما، إيطاليا - ) هو لاعب كرة قدم إيطالي في مركز الوسط. شارك مع منتخب إيطاليا تحت 19 سنة لكرة القدم ومنتخب إيطاليا تحت 20 سنة لكرة القدم ومنتخب إيطاليا لكرة القدم للدرجة الثانية ‏. أما مع النوادي، فقد لعب مع نادي أودينيزي ونادي كروتوني ونادي مودينا ونادي نابولي ونادي نوفارا ونادي فيرتوس إينتيلا وAtletico Roma FC ‏.

## روابط خارجية
- أندريا ماتزاراني على موقع قاعدة بيانات كرة القدم.إي يو (الإنجليزية)
- أندريا ماتزاراني على موقع Soccerway.com (الإنجليزية)
- أندريا ماتزاراني على موقع AS.com (الإسبانية)